# Georges Charpentier
Pour les articles homonymes, voir Charpentier (homonymie).
Georges Charpentier (22 décembre 1847 - 15 novembre 1905) est un éditeur français du XIXe siècle qui se définissait lui-même comme l'« éditeur des naturalistes ». Il a publié notamment Émile Zola, dont il était l'ami, Gustave Flaubert et Guy de Maupassant. Il a promu les peintres impressionnistes et a constitué avec sa femme, Marguerite Charpentier, une importante collection d'art.

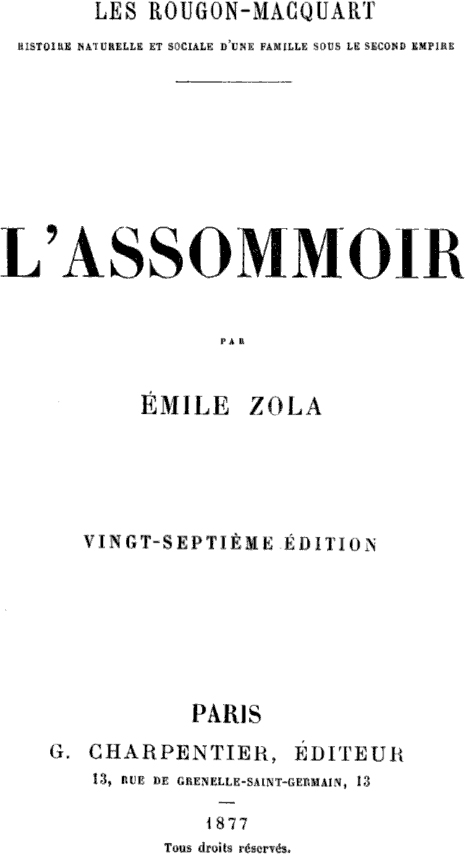

## Biographie
En 1872, Georges Charpentier reprend la maison d'édition de son père Gervais ; Gervais Charpentier y avait créé en 1838 la Bibliothèque Charpentier, première collection de l'édition française, et lui avait donné pour rôle de « fournir à l’histoire littéraire ses classiques modernes ».
Le fils ne reçoit pas la maison en héritage, mais il finit par en prendre la tête et continue dans la voie du père, publiant les écrivains les plus marquants de son temps, Zola, Flaubert, Maupassant, Huysmans, Alphonse Daudet, Edmond de Goncourt. En 1876 il crée la Petite Bibliothèque Charpentier, dont les livres, illustrés d'eaux-fortes, s'adressent aux bibliophiles. En 1877, Georges Charpentier édite L'Assommoir de Zola, rencontrant succès et polémiques. Zola a maintenant les moyens de s'acheter une maison à Médan, et, deux ans plus tard, paraissent Les Soirées de Médan, recueil de six nouvelles de Zola, Maupassant, Huysmans, Henry Céard, Léon Hennique et Paul Alexis.
En dépit des succès des livres de Zola, la situation financière de la maison n'est pas bonne. L'aventure du journal illustré La Vie moderne (1879-1883) ne l'a pas améliorée. En 1883, la moitié de l'affaire est cédée à Charles Marpon et Ernest Flammarion, qui, l'année suivante, en possèdent déjà les trois quarts ; toutefois, ils ne changent pas la vocation de la maison. Un personnage nouveau est entré chez Charpentier, Eugène Fasquelle (1863-1952) ; il épouse la fille de Marpon, puis Marpon meurt en 1890 ; finalement Flammarion cède à Fasquelle toutes les parts qu'il détient dans la maison Charpentier. Le nombre de titres publiés baisse, des auteurs partent, il en arrive peu de nouveaux et les éditions Charpentier ne sont plus à l'avant-garde.
Georges Charpentier était un « amateur d’art généreux ». Sa femme, née Marguerite-Louise Lemonnier (1848-1904), qui tenait un salon très bien fréquenté, jouait à cet égard un rôle aussi important que lui. C'est elle et leurs enfants, Paul et Georgette (future épouse d'Abel Hermant), que Renoir a peints dans la célèbre toile Madame Charpentier et ses enfants.
Il se fait construire la villa Le Paradou à Royan.

## Éloges de contemporains
« [Georges Charpentier avait été] créé pour le mot « sympathique », à moins que le mot n’ait été inventé pour lui. »
— Guy de Maupassant
« Il a eu l’audace de nous grouper au moment où les portes se fermaient devant nous. Je parle surtout pour moi, qui étais repoussé de partout. Vous me forcez à traiter la question boutique, traitons-la. Aujourd’hui après une vente très difficile, l’affaire devient bonne. Nous en sommes ravis, d’autant plus ravis que la maison X*** en paraît consternée. Qu’y a-t-il d’étonnant à ce que je trouve mes auteurs favoris chez un éditeur qui a pris la peine d’aller les chercher un à un, risquant sa fortune sur leur talent discuté ? Il faut bien qu’ils soient quelque part, et ils sont là, parce que c’est là qu’il y a le plus de liberté et le plus d’intelligence littéraire. »
— Émile Zola, journal Le Voltaire du 31 décembre 1878
« [C]ette librairie a le grand mérite d'avoir inauguré le format commode et économique de l'in-12, ou plutôt in-18 anglais, qui porte son nom et dont le monde entier connaît la couverture jaune, d'un goût simple et excellent. La collection Charpentier a contribué largement à la diffusion des œuvres classiques, anciennes, françaises et étrangères, et son fonds constitue aujourd'hui encore les meilleurs éléments d'une bibliothèque. Parmi ses traductions, il en est d'excellentes, notamment celles de Goethe, de Calderon, de Cervantès. M. Charpentier fils a eu le courage d'accueillir le premier les jeunes auteurs de l'école nouvelle dite naturaliste et il en a été bien récompensé, puisqu'il est l'éditeur de M. Zola. Son catalogue comprend aussi les romans de Goncourt, de Duranty, les œuvres oratoires de Gambetta. »
— Jules Lermina (dir.), Dictionnaire universel..., p. 285

## Au cinéma
Dans le film J'accuse (2019) de Roman Polanski, son rôle est joué par Benoît Allemane.